# Washington Square (roman)
Pour les articles homonymes, voir Washington Square.
Washington Square (titre original : Washington Square) est un roman d'Henry James, d'abord publié sous forme de feuilleton dans le Cornhill Magazine et le Harper's New Monthly à partir de décembre 1880.

## Résumé
Catherine Sloper, jeune fille plutôt niaise et laide, tombe sous le charme du très beau et très élégant Morris Townsend qui la demande bientôt en mariage. Mais le père de Catherine, le Dr Sloper, qui n'a jamais été enclin à beaucoup d'indulgence envers sa fille qu'il aime et méprise tout à la fois, s'inquiète de la tournure inattendue des événements. Il flaire chez ce jeune Morris un arriviste de la pire espèce qui n'en veut qu'à l'héritage de Catherine Sloper. En effet, la jeune fille a beau ne posséder aucun attrait physique, elle doit en contrepartie devenir une riche héritière à la mort de son père.
Avec rudesse et sécheresse de cœur, qui confirment ici son orgueil mis à mal, le père démontre bientôt point par point à sa fille qu'elle ne peut susciter chez aucun homme les sentiments amoureux qu'elle prétend avoir fait naître chez Townsend. Dans un même souffle, il lui intime l'ordre de rompre avec ce prétendant. Or, si Catherine manque d'entregent et peine à s'exprimer, à cause d'une réserve et d'une gaucherie résultant en partie des humiliations répétées d'un père tyrannique et méprisant, elle n'en reste pas moins un être sensible qui saura pour la première fois affronter le despotisme paternel. Plus tard, cet acquis lui servira pour s'opposer à ce Morris Townsend qui se révèle être au bout du compte l'aventurier calculateur et mégalomane deviné à bon droit par le Dr Sloper.

## Influences
Si l'anecdote qui sert de base au récit a été racontée à Henry James par Mrs. Kemble, une de ses grandes amies, cette œuvre peut être dans sa facture rapprochée du roman Eugénie Grandet d'Honoré de Balzac.  Au moment de l'écriture de Washington Square, James admire encore le réalisme balzacien dont il se dégagera peu à peu dans ses textes ultérieurs.

## Adaptations

### Au théâtre
- 1947 : The Heiress, adaptation pour la scène de Ruth et Augustus Goetz, représentée au Biltmore Theatre de Broadway, avec Wendy Hiller (Catherine), Basil Rathbone (Dr Sloper) et Peter Cookson (Morris)[2]

### Au cinéma
- 1949 : L'Héritière[3], film américain de William Wyler avec Olivia de Havilland (Catherine), Ralph Richardson (Dr Sloper) et Montgomery Clift (Morris) d'après la pièce-homonyme
- 1997 : Washington Square, film américain d'Agnieszka Holland avec Jennifer Jason Leigh, Albert Finney, et Ben Chaplin

### À la télévision
- 1975 : Washington Square, téléfilm français réalisé par Alain Boudet, avec Magali Clément, Jacques François et Vania Vilers

### À l'opéra
- 1974 : L'Héritière, opéra en quatre actes de Jean-Michel Damase, livret de Louis Ducreux, d'après la pièce-homonyme et le roman Washington Square, créé à l'Opéra de Nancy

## Sources
- Leon Edel, Henry James. Une vie, Paris, Seuil, 1990
- Sur les productions de Broadway de l'adaptation scénique